# Singel 46-48

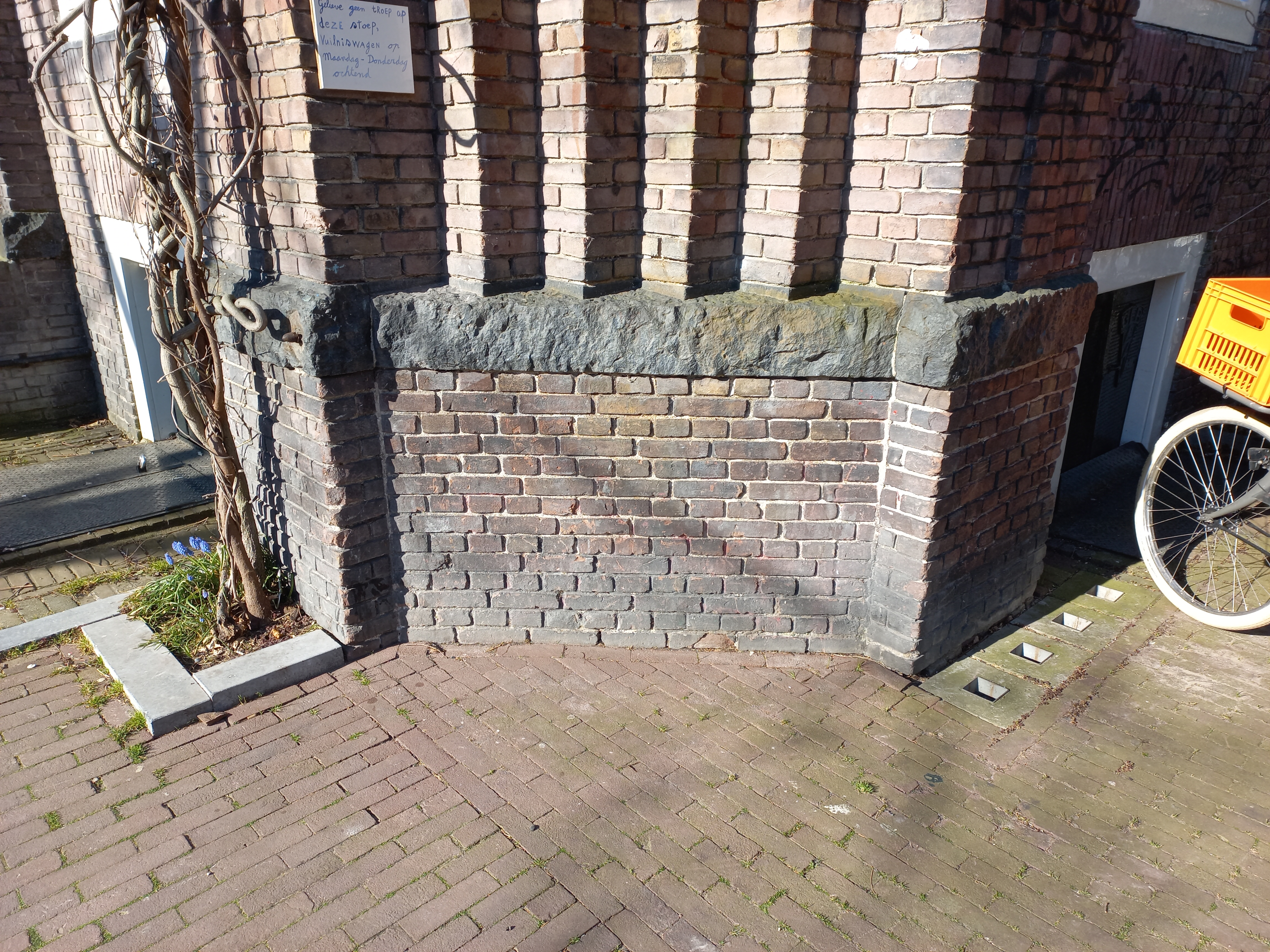
Overgang voor- naar zijgevel met zigzagornament (maart 2022)

Singel 46-48 te Amsterdam is een gebouw aan de Singel te Amsterdam-Centrum.

## Algemeen
Het is zowel gemeentelijk (voorhuis) als rijksmonument (achterhuis). De Singel is een van de oudste grachten van Amsterdam. De oorspronkelijke bebouwing op deze hoek met de Roomolenstraat is allang verdwenen. Tot circa 1918 stond hier een “gewoon grachtenpand”, vermoedelijk uit eind 18e eeuw. Het gebouw bestond uit drie delen; een voor-, een pot- en achterhuis.

## Voorhuis en pothuis
In de jaren volgend op 1918 kwam er in plaats van het voor- en pothuis nieuwbouw naar ontwerp van architect Adriaan Moen. Hij kreeg daartoe opdracht van het kledingbedrijf NV voorheen A. Cohen & Co. Moen kwam met een gebouw in de stijl van de Amsterdamse School. Het bestond uit een bel-etage met daaronder een souterrain. Vervolgens kwamen drie verdiepingen. De daarop geplaatste zolderetage zat achter een compleet bakstenen wand, die tevens plaats bood aan de naam van de firma. Die zolderetage werd later bij het gebouw getrokken waarbij er na een verbouwing een doorlopende gevelwand ontstond met raampartijen. De voorgevel is symmetrisch ten opzichte van de toegangsportiek met trapje. Deze toegangspartij is ingesloten door twee risalerende pilasters, die tot aan de dakrand voortzetten, die risalieten zijn ook te vinden in de randen van het gebouw. Ter hoogte van de scheiding bel-etage bevinden zich in de twee middelste daarvan ornamenten in baksteen. Driehoekige onderdelen daarvan worden teruggevonden in de erker, die boven de toegangspartij tussen de risalieten bevindt. Hoog in de gevel zijn in de buitenste risalieten opnieuw versieringen aangebracht. De overgang tussen voor- en zijgevel werd grotendeels vormgegeven in een zigzagmotief met ornamenten. Bij de bovenste etage is dat zigzagmotief achterwege gelaten en is er plaats voor robuust uitgevoerd smeedijzerwerk voor een vlaggenmast. De onderzijde wordt gevormd door een grof natuurstenen band. De zijgevel is soberder van opzet, maar kent ook twee risalieten aan de randen; ook daarin zijn baksteen versieringen aangebracht. Vensters zijn uitgevoerd in raamwerken van houten balken. De ramen kennen de veel klassiekere raamindeling (negen raampjes). De zwaar houten toegangsdeur is uitgevoerd met een smeedijzeren bescherming. De huisnummers zijn weergegeven in de typografie van de Amsterdamse School. Op de grens van de jaren zeventig en tachtig was het gebouw een aantal jaren gekraakt.
Op 21 september 2004 werd dit deel van het gebouw gemeentelijk monument.

## Achterhuis
Het achterhuis van Singel 48 bleef staan (of afgebroken en weer opgebouwd). Het heeft drie raamrijen (horizontaal) en vier raamgangen (verticaal) maar geen toegangsdeur (en dus geen adres). Boven de gevel bevindt zich een verhoogde lijst in sterk reliëf uit de 18e eeuw. Voor dit deel van het gebouw staat een hekwerk, dat ook uit die tijd zou stammen. Dit deel is sinds 1970 een rijksmonument.

## Afbeeldingen

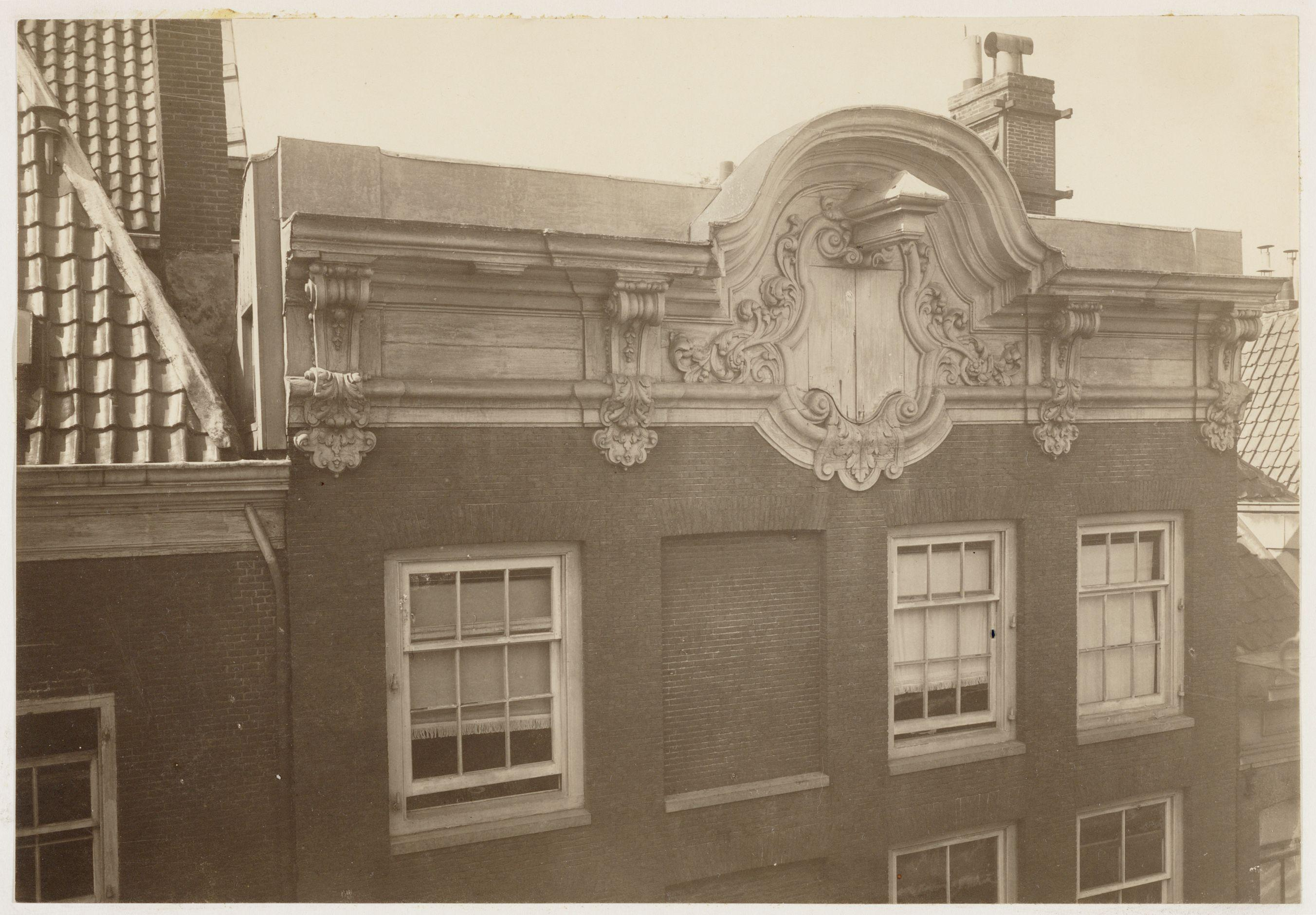
Top van de gevel van achterhuis met drie raamgangen (circa 1940)

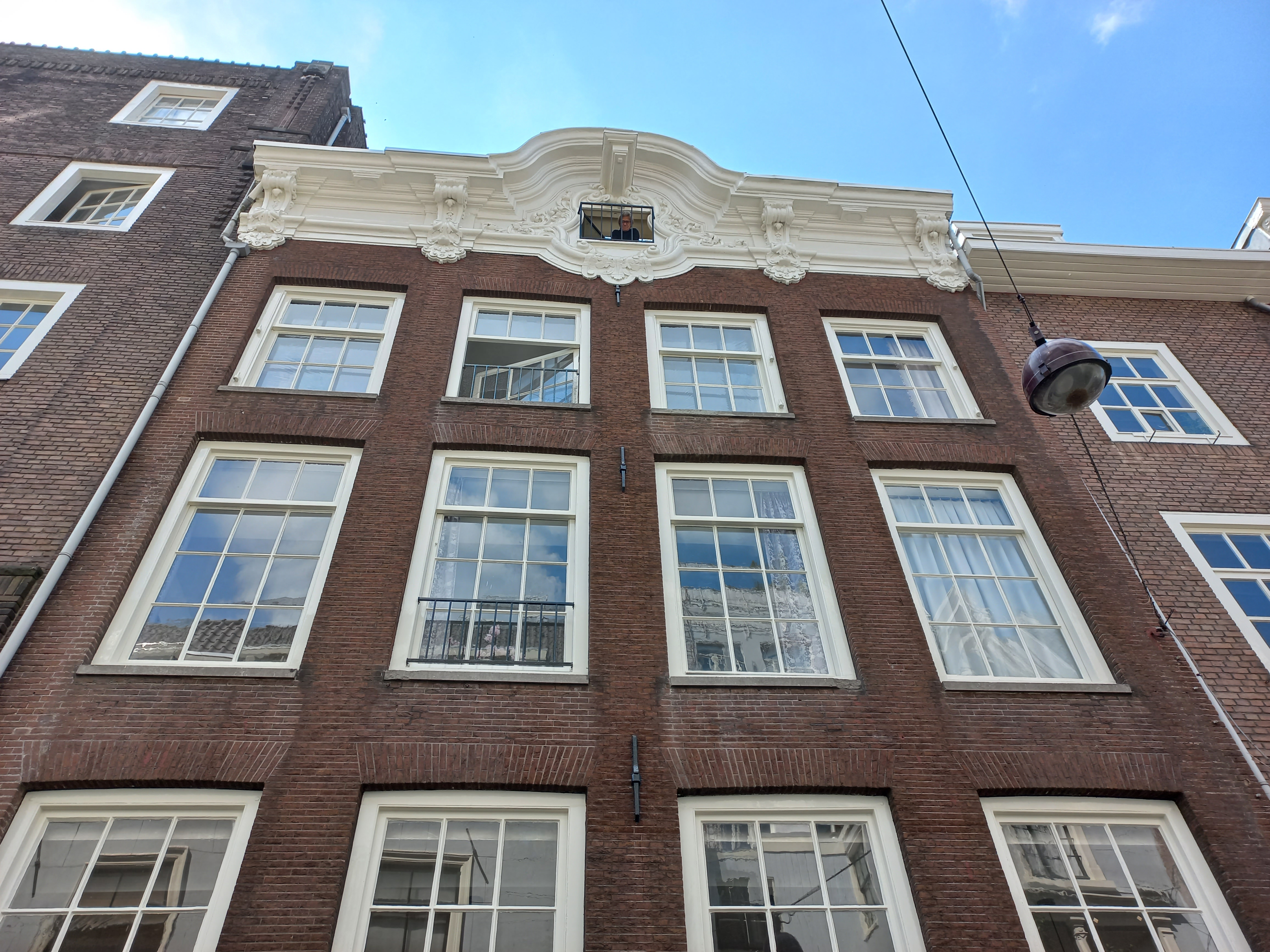
Top van de gevel van achterhuis met vier ramengangen (mei 2022)